# ORP Lech

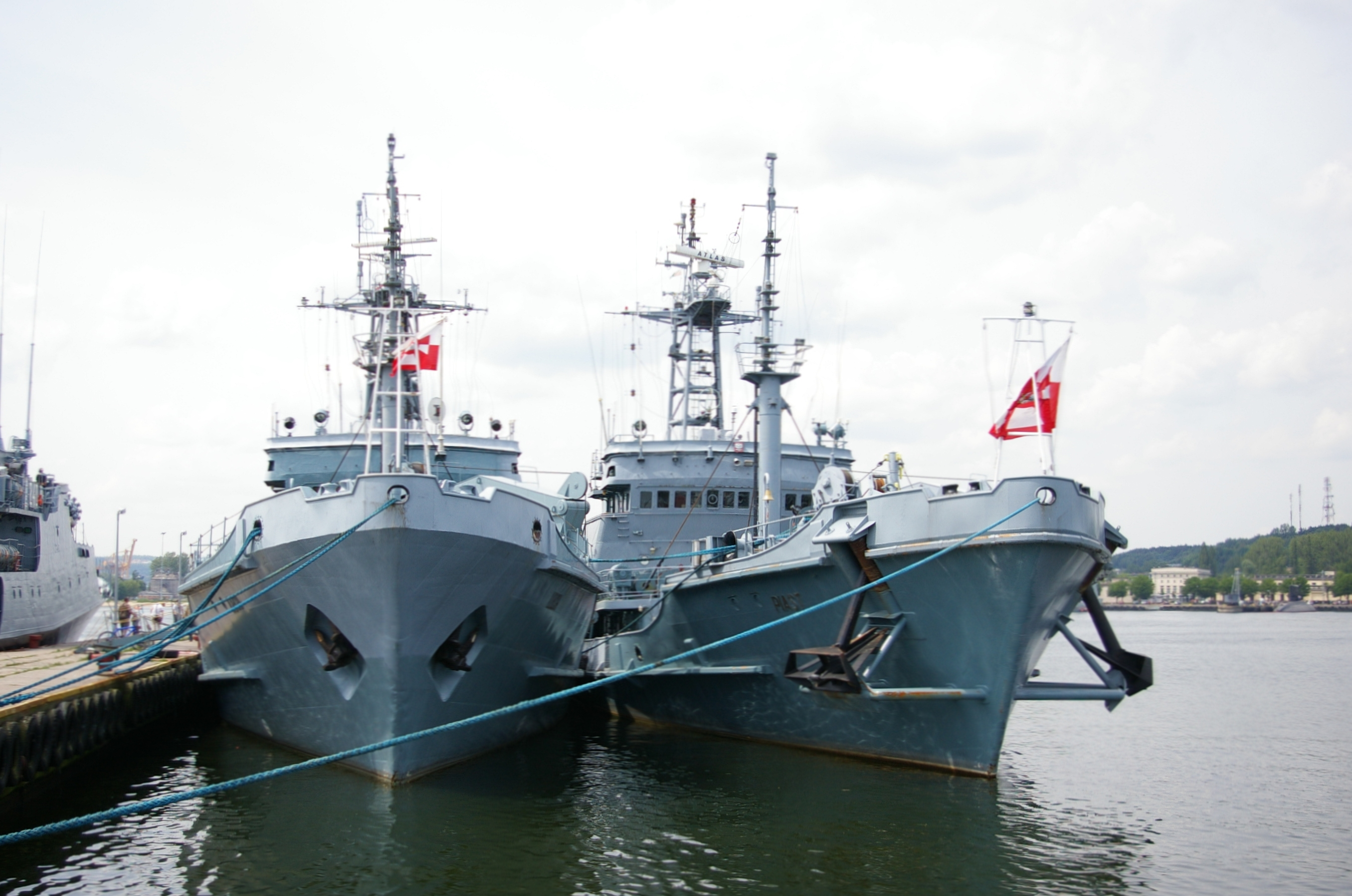
ORP Lech i bliźniaczy Piast

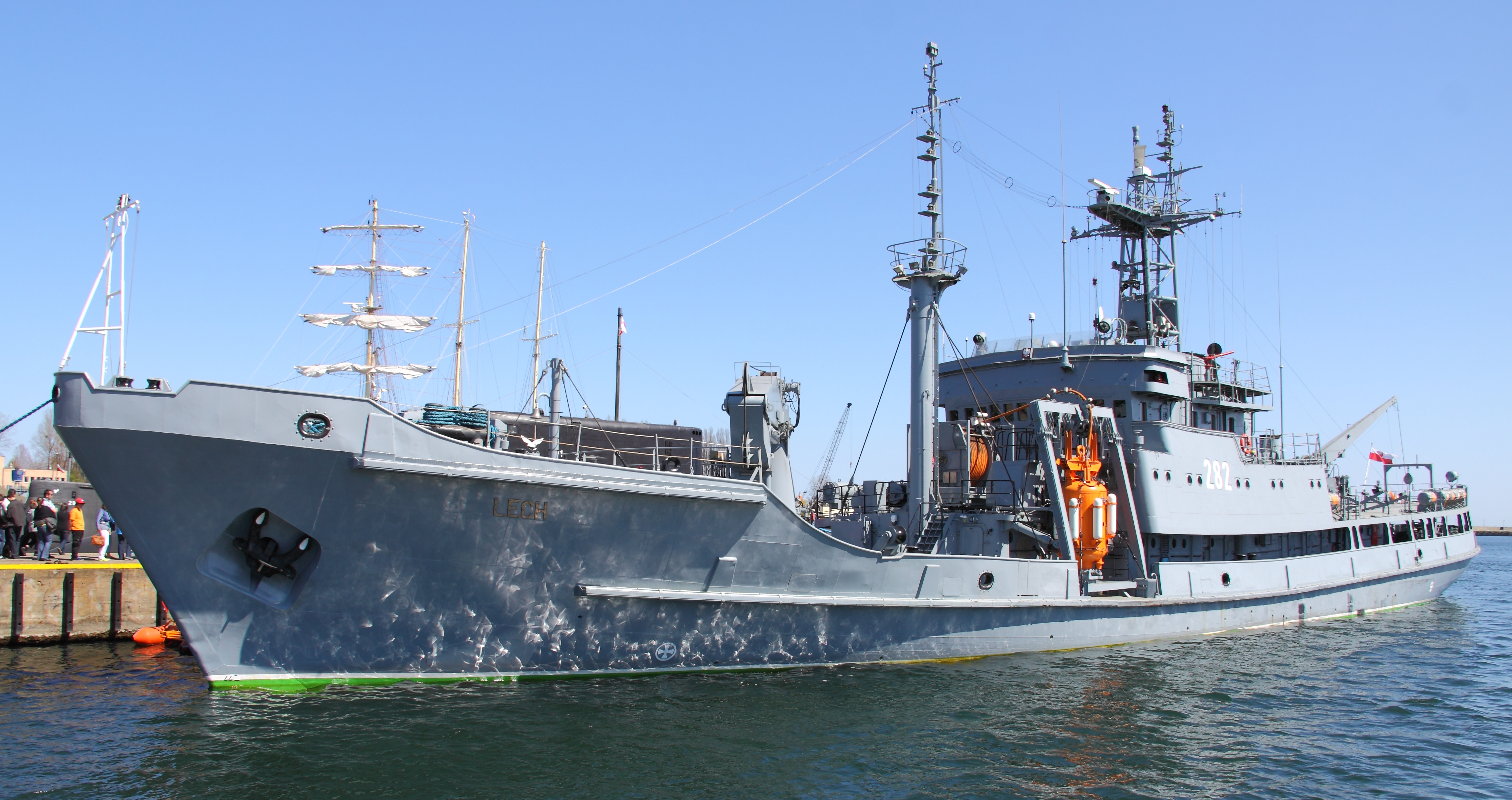
ORP Lech

ORP Lech – polski okręt ratowniczy. Nosi numer taktyczny 282. Jest to drugi okręt typu Piast.

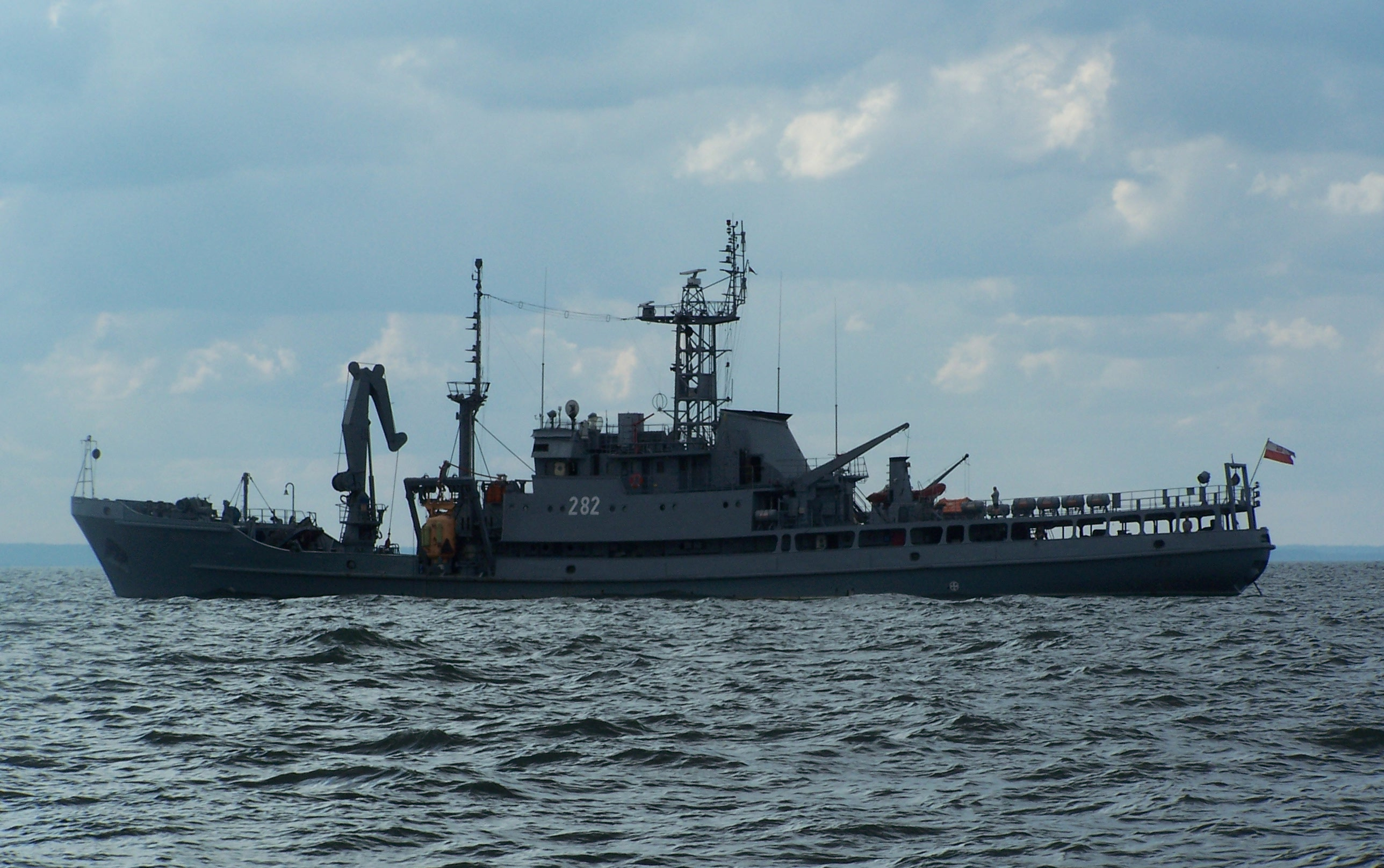
ORP Lech koło Helu

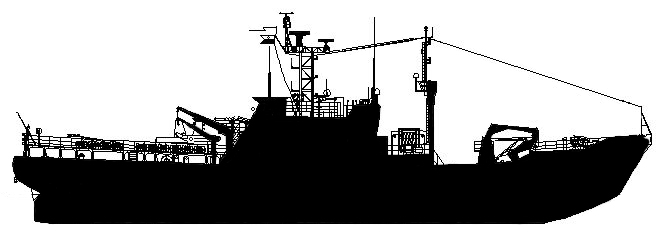
Sylwetka ORP Lech

Okręt został zaprojektowany w Polsce i zbudowany w Stoczni Północnej w Gdańsku. Jest to okręt projektu 570/I, w kodzie NATO: Piast. Położenie stępki nastąpiło 19 stycznia 1973 został wodowany w 1974, wszedł do służby 30 listopada 1974. Głównym zadaniem jednostki jest zabezpieczanie działań polskich okrętów podwodnych i dalekie holowanie. Dodatkową rolą okrętu jest gaszenie pożarów na morzu, ściąganie statków z mielizn, prowadzenie prac podwodnych, poszukiwanie i podnoszenie wraków. W czerwcu 1975 roku ORP „Lech” uczestniczył w ćwiczeniach o kryptonimie Posejdon-75. W dniach 4–26 maja okręt 1983 roku wziął udział w wielkich ćwiczeniach sił Marynarki Wojennej o kryptonimie Reda-83. Okręt przeszedł gruntowną modernizacją w latach 1998-2000. 
ORP Lech wchodzi w skład dywizjonu Okrętów Wsparcia 3 Flotylli Okrętów w Gdyni.
W 1993 roku jako pierwszy polski okręt uczestniczył w międzynarodowych manewrach BALTOPS, ponownie m.in. w 1997 roku. Od 25 września do 14 października 1996 uczestniczył w międzynarodowych ćwiczeniach Partnerstwa dla Pokoju Cooperative Venture '96 (z ORP „Kaszub”).

## Dane techniczne
- napęd: 2 silniki wysokoprężne Zgoda-Sulzer(inne języki) 6TD48 o mocy po 1800 KM, 2 śruby
- uzbrojenie: 4 podstawy na działka przeciwlotnicze kaliber 25 mm 2M-3M (zdemontowane)
- Kadłub stalowy, podzielony na 9 przedziałów wodoszczelnych. Pomieszczenia załogi mieszczą się w piątym przedziale, siłownia okrętowa zajmuje 6 i 7. Pozostałe przedziały służą jako przestrzeń magazynowa.
- Nadbudówka mieści pomieszczenia oficerów i podoficerów oraz przebieralnię dla nurków. Na jej 3, najwyższej kondygnacji znajduje się główne stanowisko dowodzenia oraz mostek.

### Wyposażenie ratownicze (stan na 1995)
- dzwon nurkowy, na 3 osoby, do głębokości 100 m
- komora dekompresyjna na 3 osoby
- łódź ratunkowa ŁRT-M1S
- łódź robocza L-4.5
- system przeciwpożarowy
  - 3 działka pianowo-wodne
  - 4 argregaty pompowe
- system odwadniania
- wyciągarka holownicza
- hak holowniczy

## Modernizacja
ORP Lech przeszedł modernizację i kapitalny remont w latach 1998-2000. W trakcie modernizacji wykorzystano doświadczenia z eksploatacji ORP Piast, zmodernizowanego w latach 1997-1998. Głównymi zmianami były:
- Instalacja dwóch sterów strumieniowych (na dziobie i rufie)
- Instalacja systemu dynamicznego pozycjonowania
- Wymiana na nowocześniejsze łodzi
- Zastąpienie bomu ładunkowego żurawiem hydraulicznym
- Instalacja pojazdu podwodnego
- Instalacja systemu RAS, do przekazywania materiałów (w tym paliwa i wody) między okrętami w ruchu.
- Instalacja mechaniczno-chemicznej oczyszczalni ścieków oraz spalarki odpadów do spalania śmieci oraz odpadów olejowych
- Na rufie zbudowano platformę do współpracy ze śmigłowcem